# Дороті Пойнтон-Гілл
Дороті Пойнтон-Гілл (англ. Dorothy Poynton-Hill, 17 липня 1915 — 18 травня 1995) — американська стрибунка у воду.
Олімпійська чемпіонка 1932, 1936 років, призерка 1928 року.